# Holcophora statices
Holcophora statices är en fjärilsart som beskrevs av Otto Staudinger 1871. Holcophora statices ingår i släktet Holcophora och familjen stävmalar. Inga underarter finns listade i Catalogue of Life.